# Pleiotropie
Pleiotropie is een enkel gen dat meerdere fenotypische kenmerken tot gevolg heeft. Waarschijnlijk werken bijna alle genen op deze manier. De oorzaak van pleiotropie ligt in de door transcriptie en translatie gevormde stoffen.
Bijvoorbeeld het gen dat in homozygote toestand sikkelcelanemie veroorzaakt, zorgt gelijktijdig voor de afbraak van rode bloedcellen (rbc); het samenklitten van rbc en de ophoping van rbc in de milt.
Een ander voorbeeld is fenylketonurie.
Het effect van zeer sterk gekoppelde genen kan ook lijken op pleiotropie.